# Bloc denshi

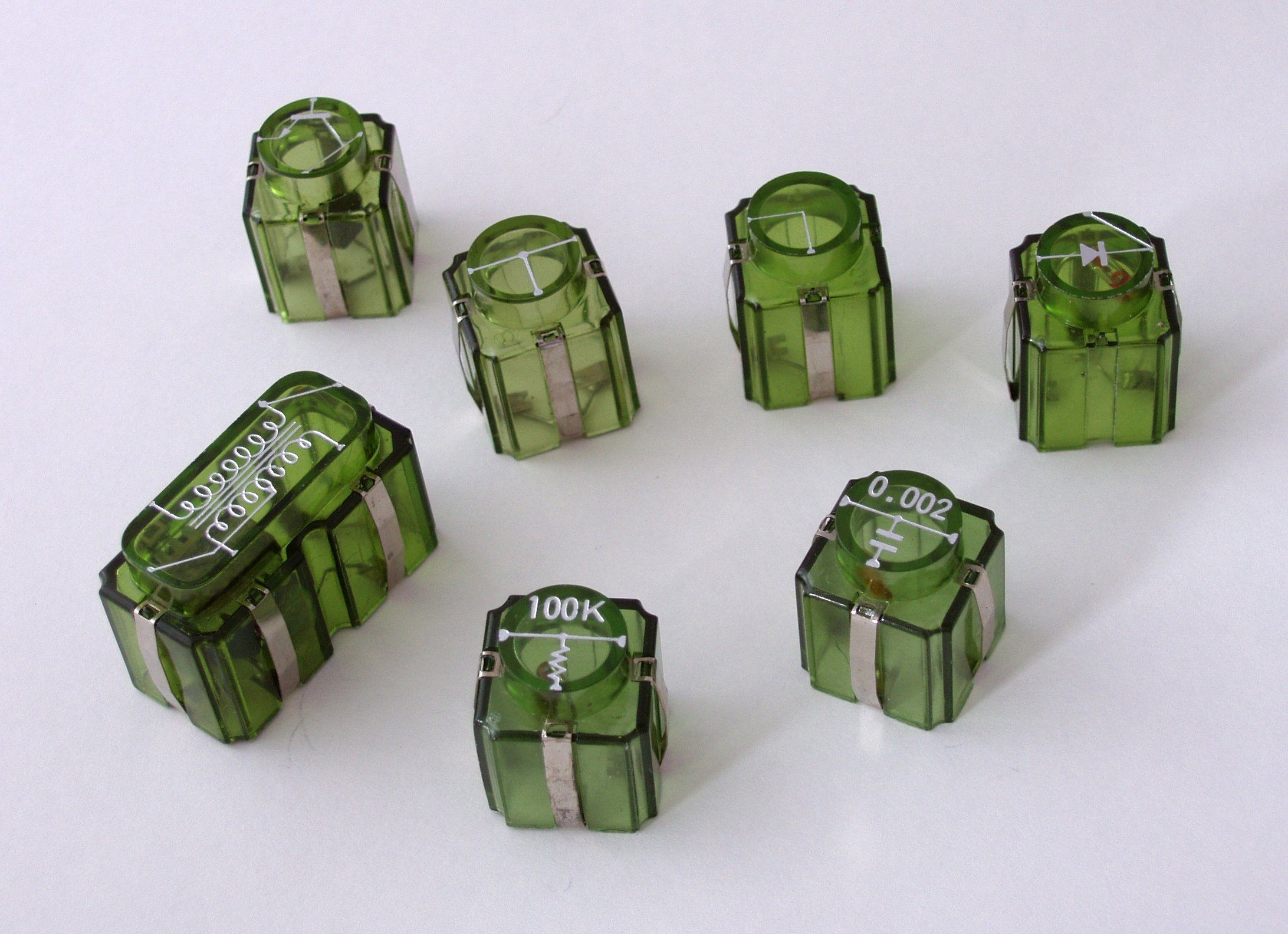
Câteva blocuri denshi

Un bloc denshi (sau bloc electronic) este o cutiuță de plastic care conține un element de circuit electronic. Blocurile sunt utilizate în diferite truse de unelte didactice, cum ar fi Gakken EX-150, pentru a permite executarea ușoară și sigură a experiențelor.

## Descriere
Mărimea și forma blocurilor denshi depinde de kitul în care sunt conținute. Blocurile dintr-un kit particular vor avea aceeași înălțime, de obicei de câțiva centimetri, și acoperind o suprafață de câțiva centimetri pe fiecare parte. Acestea sunt proiectate pentru a încăpea într-o rețea pătrată, deci blocurile ocupă, de asemenea, diferite zone din acest pătrat; majoritatea blocurilor au ca bază un pătrat, deci ocupă o formă asemănătoare.
Multe blocuri conțin cel puțin o singură componentă electronică, de exemplu un rezistor, sau pur și simplu fire conductoare. Alte blocuri mai rare și neobișnuite conțin circuite complexe, cum ar fi un sintetizator de sunete din kitul Gakken EX sau un microcomputer din Gakken FX. De obicei, pe partea superioară a blocurilor este conținută o reprezentare schematică a circuitului.
Pe marginea fiecărui bloc există fâșii de metal conductiv, astfel dacă se pun două blocuri unul lângă altul, se va transmite curentul electric prin fâșiile metalice.
Circuitele electrice se construiesc prin plasarea blocurilor denshi într-o rețea bidimensională. Instrucțiunile pentru construirea circuitului electric sunt adesea ilustrate, pentru ca cel care îl face să știe unde să plaseze blocurile denshi în rețea.
Datorită aspectului bidimensional și reprezentărilor schematice de pe blocuri, în urma construcției configurației de blocuri va apărea schema circuitului electric.